# 江北街道 (惠州市)
江北街道，是中华人民共和国广东省惠州市惠城区下辖的一个乡镇级行政单位。

## 行政区划
江北街道下辖以下地区：
惠桥社区、新城社区、文昌社区、云山社区、水北社区、江城社区、期湖塘社区、三新村和望江村。